# جويل لويد
جويل لويد (بالإنجليزية: Jewell Loyd)‏ مواليد 5 أكتوبر 1993 في لينكلنوود، هي لاعبة كرة سلة أمريكية. بدأت مسيرتها الاحترافية في سنة 2015. تم اختيارها من قبل فريق سياتل ستورم خلال الدرافت وتلعب معه في دوري الاتحاد الوطني لكرة السلة النسائية كلاعب هجوم خلفي. وتحمل الرقم 24. يبلغ طولها 5 قدم 10 بوصة (1.8 م).

## المسيرة الاحترافية
لعبت مع سياتل ستورم في سنة 2015، ثم لعبت مع نادي غلطة سراي لكرة السلة للسيدات في موسم 2015–2016، ثم لعبت مع شانشي فليم في موسم 2016–2017.

## روابط خارجية
- جويل لويد على موقع الاتحاد الدولي لكرة السلة (الإنجليزية)
- جويل لويد على موقع الاتحاد الوطني لكرة السلة النسائية (الإنجليزية)
- جويل لويد على موقع كرة السلة الأوروبية.كوم (الإنجليزية)
- جويل لويد على موقع كلية كرة السلة في سبورتس رفرنس.كوم (الإنجليزية)
- جويل لويد على موقع بروبوليرز (الإنجليزية)
- جويل لويد على موقع سبورتس رفرنس (الإنجليزية)
- جويل لويد على موقع سبورتس رفرنس (الإنجليزية)
- جويل لويد على موقع اللجنة الأولمبية الدولية (الإنجليزية)
- جويل لويد على موقع أوليمبيديا (الإنجليزية)